# Какар, Анвар-уль-Хак
Анвар-уль-Хак Какар (урду انوار الحق کاکڑ‎; род. 1971) — пакистанский государственный и политический деятель. Исполняющий обязанности премьер-министра Пакистана (2023—2024), сменив на этой должности Шахбаза Шарифа. Ранее занимал должность официального представителя правительства Белуджистана с 2015 по 2017 год.

## Биография
В 2008 году начал политическую карьеру. В 2013 году был избран в правительство Белуджистана по списку «Пакистанской мусульманской лиги (Н)». Получил начальное образование в школе Святого Франциска в Кветте, а затем поступил в кадетский колледж Кохат. Имеет степень магистра политических наук и социологии Университета Белуджистана. Трудовую деятельность начал с преподавания в школе в родном городе.
В 2018 году был избран в Сенат Пакистана в качестве независимого кандидата от Белуджистана на выборах. Принял присягу в качестве сенатора 12 марта 2018.
Являлся председателем Комитета пакистанцев за рубежом и развития человеческих ресурсов, а также членом других комитетов, включая Деловой консультативный комитет, Финансов и доходов, Иностранных дел, Науки и технологии. Стал одним из основателей новой политической партии «Авами Белуджистана». 14 августа 2023 был назначен временно исполняющим обязанности премьер-министра Пакистана, сменив на должности Шахбаза Шарифа. Президент Пакистана Ариф Алви подписал назначение, сделав его исполняющим обязанности премьер-министра Пакистана.
Принял присягу в 76-й день независимости Пакистана, 14 августа 2023 года. Покинул Сенат 14 августа 2023 года, в тот же день его отставка была принята председателем Садиком Санджрани.
В октябре 2023 года Какар призвал к прекращению огня в войне между Израилем и ХАМАСОМ. В ноябре 2023 года Какар заявил, что «мы являемся свидетелями холокоста палестинских детей в секторе Газа. Этот ужасающий и зверский детский холокост должен немедленно прекратиться».
Сообщалось, что военный ведомство предложил его кандидатуру, наряду с Садиком Санджрани, на высшие посты на предстоящих выборах в Сенат, назначенных на 3 марта 2024 года.

## Личная жизнь
Принадлежит к племени пуштунов — какар, которое в основном проживает в Северном Белуджистане. Помимо политической активности, также участвует в различных аналитических центрах, формулирующих внешнюю политику Пакистана. Внимательно следит за геополитикой в Южной Азии, особенно за афгано-пакистанскими отношениями. Также является преподавателем Кветтаского командно-штабного колледжа и Университета национальной обороны в Исламабаде, где читает лекцию по международным отношениям.
Свободно говорит на пушту, урду, персидском, английском, белуджском и брауи.